# NGC 3248
NGC 3248 ist eine Linsenförmige Galaxie vom Hubble-Typ S0 im Sternbild Löwe am Nordsternhimmel. Sie ist schätzungsweise 63 Millionen Lichtjahre von der Milchstraße entfernt und hat einen Durchmesser von etwa 55.000 Lichtjahren.
Das Objekt wurde am 10. April 1785 von Wilhelm Herschel entdeckt.